# درون‌همسری
درون همسری (به انگلیسی: endogamy یا in-marriage) یعنی همسر گزینی و ازدواج افراد فقط در گروه اجتماعی خودشان. در جوامعِ درون‌زام، ازدواج‌ها منحصراً در درون آن جامعه صورت می‌گیرد.
درون‌زامی باعث تحکیم روابط اجتماعی و جلوگیری از کاهش جمعیت می‌گردد و در جامعه‌های مهاجر و اقلیت‌های قومی بیشتر دیده می‌شود. جوامع درون‌زام به این ترتیب از خطر انقراض رهایی یافته و مذهب، ویژگی‌های فرهنگی و زبان خود را در طول سالیان دراز حفظ می‌کنند. دربارهٔ تعریف «درون‌زامی» باید گفت هرچند بسیاری از افراد انتخاب همسر از میان افراد هم زبان، هم نژاد و اهل یک ناحیه را ترجیح می‌دهند؛ اما در جوامع درون‌زام ازدواج‌ها به‌طور منحصر در درون آن جامعه صورت می‌گیرد.
از مهم‌ترین گروه‌های درون‌زام
- یزیدی‌ها در شمال عراق
- ارمنی‌ها و ترکمن‌ها[۳] در ایران
- یهودیان ارتدوکس، آمیشها در آمریکای شمالی
- اعضای کلیسای شاهدان یهوه

درون‌زامی، نقطهٔ مقابل برون‌زامی نیست؛ زیرا، در هر درون‌زامی، در نهایت برون‌زامی نیز رعایت می‌شود؛ برای نمونه: در درون‌زامی، ممنوعیت ازدواج با بعضی محارم وجود دارد. حتی کوچک‌ترین، ساده‌ترین و منزوی‌ترین جامعه‌هایی که بنابر مقتضیات جغرافیایی و اقتصادی و اجتماعی به صورت ایل یا قبیله‌ای واحد به نظر می‌رسند در واقع مرکب از دو نیمه است، که گزینش همسر برای افراد هر نیمه در درون همان نیمه ممنوع است؛ و هر یک از افراد عضو یکی از نیمه‌ها، همسرش را باید بیرون از دایره، یعنی در نیمهٔ دیگر جستجو کند. همواره و همه جا به نحوی از آنها قاعده و قانونی برای منع ازدواج با برخی نزدیکان وجود دارد.